# Fürstentum Bulgarien
Das Fürstentum Bulgarien (bulgarisch Княжество България Knjaschestwo Balgaria) war ein Staat, der von 1878 bis 1908 bestand. Er wurde nach dem Berliner Kongress von 1878 durch Herauslösung aus dem Osmanischen Reich gegründet. Das Fürstentum unterlag jedoch nominell der Souveränität des Osmanischen Reiches und blieb diesem als Vasallenstaat tributpflichtig. Die Hauptstadt des Fürstentums war Sofia.

## Lage
Das Fürstentum Bulgarien umfasste bis zur Vereinigung mit Ostrumelien 1886 ungefähr die Gebiete der ehemaligen osmanischen Donau-Provinz: das heutige Nord-Bulgarien (nördlich des Balkangebirges und südlich der Donau mit der Süddobrudscha) sowie die Sofiaebene.

## Vorgeschichte
In den 1390er Jahren kollabierte das Zweite Bulgarische Reich und dem Osmanischen Reich gelang es, das Gebiet zu erobern.
Nach Jahrhunderten der Besetzung, die aufgrund ihrer Länge und der Brutalität besonders im letzten Jahrhundert der osmanischen Oberheit als 500 Jahre andauerndes Joch bezeichnet werden, setzte die Epoche der Bulgarischen Nationalen Wiedergeburt ein. Die Lösung der „Bulgarischen Frage“ stand bevor. Ähnlich wie in Westeuropa knüpfte sie an antike und darüber hinaus an frühere bulgarische und byzantinische Traditionen an. Sie führte in kultureller Hinsicht zur Durchsetzung der bulgarischen Sprache in Kirche und Schule, welche die dort bis dahin dominierende Griechische Sprache ablöste. Die kirchliche Unabhängigkeit wurde durch das Dekret von Sultan Abdülaziz vom 28. Februar 1870 erreicht. Dadurch erlangte die bulgarisch-orthodoxe Kirche nach der Jahrhunderte andauernden osmanischen Herrschaft erneut eine begrenzte Unabhängigkeit. Unter dem Namen Bulgarisches Exarchat wurde die Kircheninstitution nun dem Sultan unterstellt. Um 1800 erhob sich der geistig-nationale Widerstand mit der Forderung nach Unabhängigkeit, dessen spätere Ausprägung durch die Ideen der Ideologen Georgi Rakowski und Wassil Lewski charakterisiert war.
Infolge der blutigen Niederschlagung der Aufstände von 1875 (Stara-Sagora-Aufstand in Stara Sagora) und 1876 (Aprilaufstand) und dem Bestreben der Großmächte, vor allem jedoch Russlands, zur Lösung der Bulgarischen Frage, berief der britische Premierminister Benjamin Disraeli die internationale Konferenz von Konstantinopel ein. Diese fand vom 23. Dezember 1876 bis zum 20. Januar 1877 statt und beschrieb zwar erstmals die Grenzen eines bulgarischen Staates in der Neuzeit (mit ein oder zwei – teilweise unabhängigen – Autonomiegebieten innerhalb des Osmanischen Reiches), blieb jedoch ohne nennenswerte Resultate. Daraufhin erklärte das Russische Reich dem Osmanischen Reich den Krieg (Russisch-Osmanischer Krieg von 1877 bis 1878).

## Geschichte

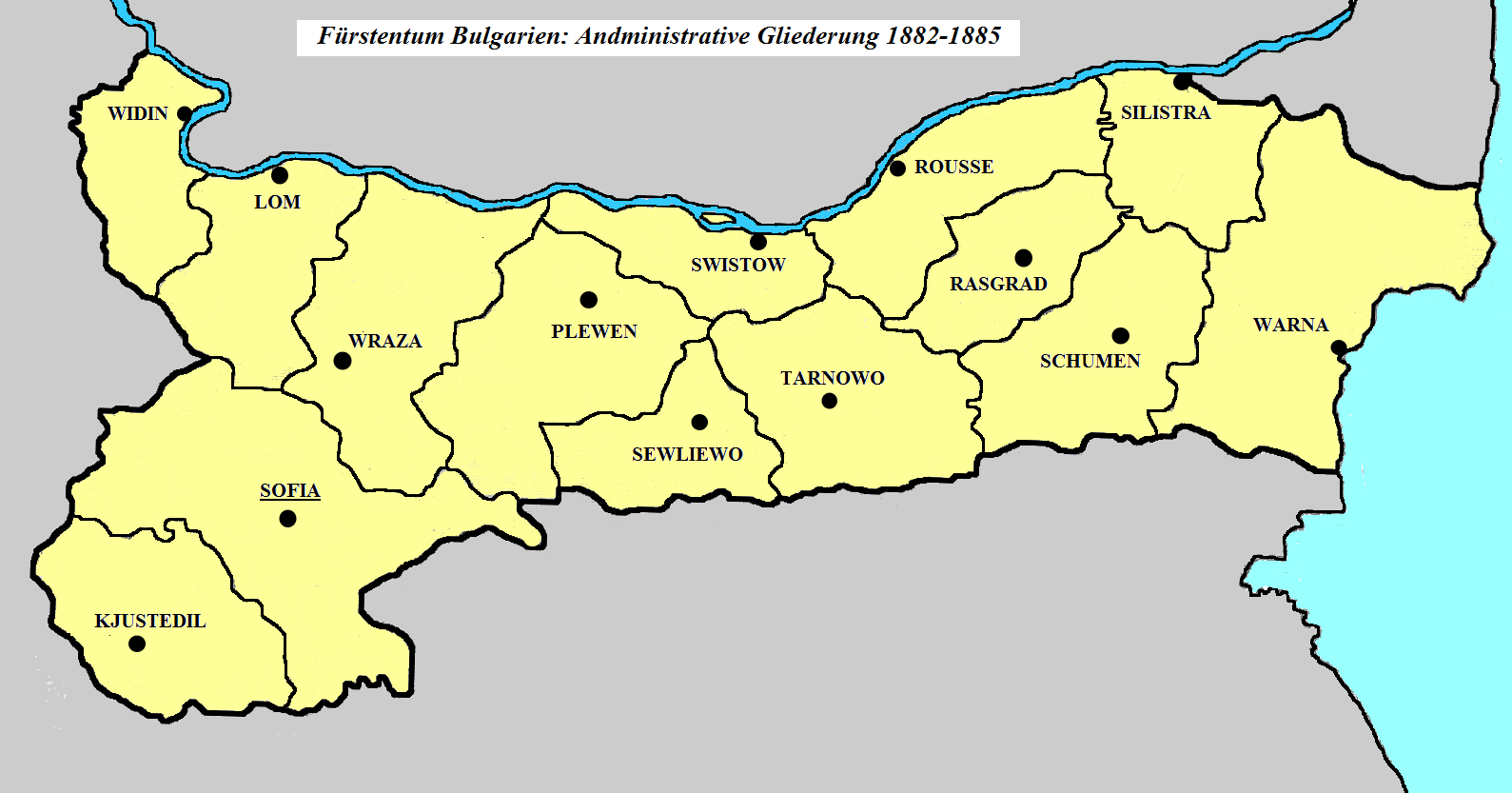
Administrative Gliederung des Fürstentums 1882–1885

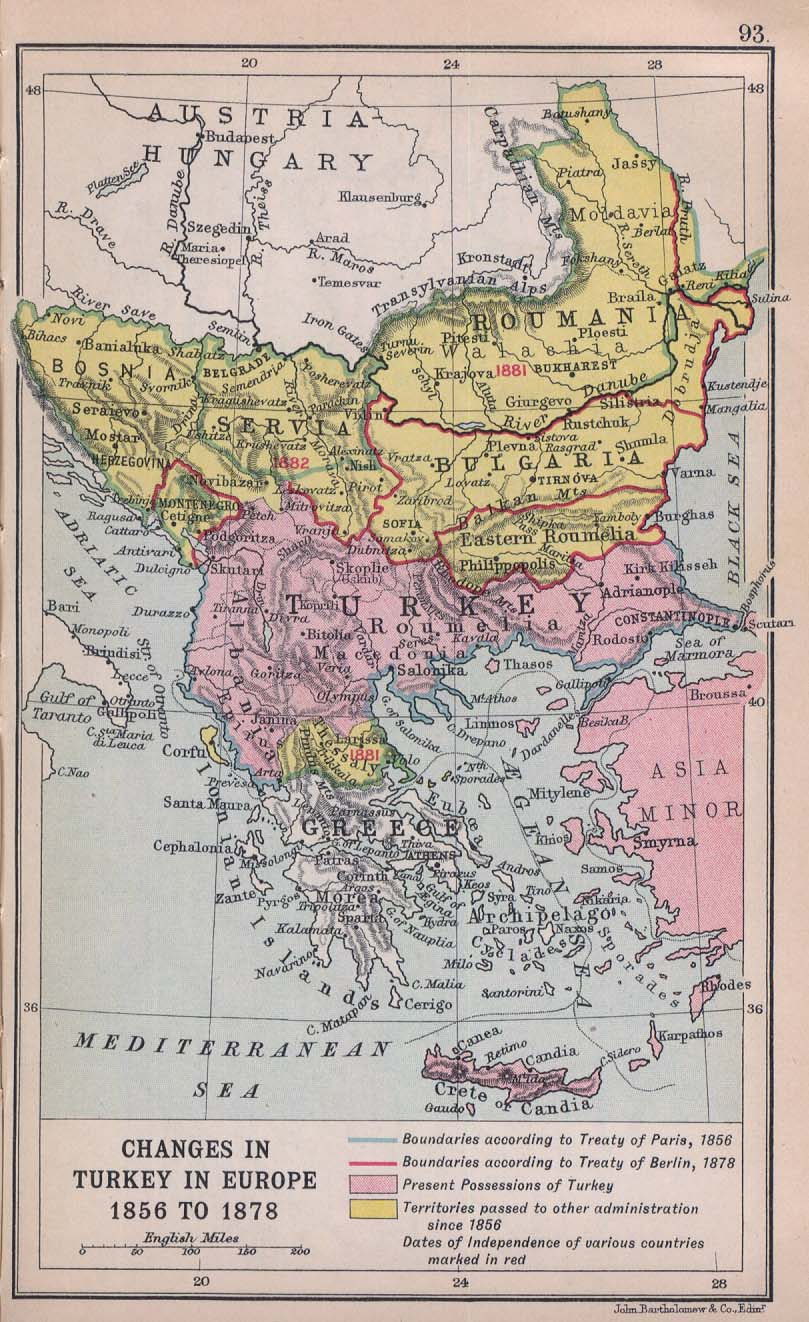
Veränderungen auf der Balkanhalbinsel nach dem Berliner Kongress 1878

Der Russisch-Osmanische Krieg von 1877 bis 1878 endete mit dem Sieg Russlands, der im Frieden von San Stefano vom 3. März 1878 von der Pforte anerkannt wurde. In diesem Friedensvertrag wurde die Gründung eines größeren Bulgarien vereinbart, das gemäß der im Vorjahr in Konstantinopel gescheiterten Konferenz alle von Bulgaren bevölkerten Gebiete der Balkanhalbinsel des bulgarischen Millets (Eksarhhâne-i Millet i Bulgar) umfassen sollte. Das Russische Reich, das als slawische Schutzmacht auftrat, strebte nach außen ein großes slawisches Fürstentum auf dem Balkan an, was jedoch von den anderen europäischen Großmächten abgelehnt wurde. So sollte gemäß dem Vorfrieden von San Stefano der neue Staat Bulgarien zunächst für zwei Jahre unter russischer Verwaltung stehen. Hinter den Kulissen setzte sich Russland jedoch gegen einen größeren bulgarischen Staat in der Nähe der Meerengen von Bosporus und den Dardanellen (siehe Konvention von Reichstadt oder Budapester Vertrag) ein.
Drei Monate nach dem Vorfrieden wurde auf dem Berliner Kongress der Friedensvertrag von San Stefano teilweise wieder zugunsten des Osmanischen Reiches und gemäß den geheimen Abkommen zwischen dem Russischen Reich und Österreich-Ungarn revidiert. Die Fläche des bulgarischen Staates umfasste nicht mehr die ursprünglich vorgesehenen 172.000 km², sondern nur noch 63.750 km² für das Fürstentum Bulgarien. Der bulgarische Staat wurde schließlich aus der osmanischen Provinz Vilâyet Tuna ohne den Sandschak Tulça (wurde dem Königreich Rumänien zugesprochen, siehe Norddobrudscha) gebildet. Er umfasste im Norden das Territorium zwischen der Donau um dem Balkangebirge und die Süddobrudscha (entspricht grob dem heutigen Nordbulgarien) sowie die Hochfläche von Sofia. In Nordbulgarien liegt auch die alte bulgarische Hauptstadt Weliko Tarnowo. Dieser bulgarische Staat sollte zudem als ein dem Osmanischen Reich tributpflichtiges Fürstentum aufgebaut werden.
Neben dem Fürstentum wurde aus dem Vilâyet Edirne die autonome osmanische Provinz Ostrumelien (entspricht grob dem heutigen Südbulgarien) errichtet. Weiter von Bulgaren bewohnte und beanspruchte Gebiete wie Makedonien und Ostthrakien (restliches des Vilâyets Edirne) verblieben innerhalb des Osmanischen Reiches und ohne einen solchen Autonomiestatus. Die Gebiete um die Südliche Morava (jenseits der Südwestgrenze des heutigen Bulgarien) und Pirot (jenseits der Nordwestgrenze des heutigen Bulgarien) wurden dem Fürstentum Serbien überlassen.
Für die Bulgaren war der Berliner Friedensvertrag eine große Enttäuschung. Sie waren erwartungsgemäß mit den gezogenen engen Grenzen unzufrieden. Als Reaktion gegen die Entscheidungen des Berliner Kongresses brach im Herbst 1878 im Nordosten Makedoniens der Kresna-Raslog-Aufstand (1878) aus, der allerdings von osmanischen Truppen niedergeschlagen wurde.
Im Berliner Friedensvertrag schrieben die Vertreter der Großmächte fest, dass es im Fürstentum Bulgarien keine religiöse Diskriminierung geben dürfe. Zur Zeit der Gründung des Fürstentums waren 22,5 % der Bevölkerung muslimisch.
1885 erfolgte gegen den Willen Russlands und der anderen europäischen Großmächte die Vereinigung Ostrumeliens mit dem Fürstentum Bulgarien. Diese Vereinigung kam durch einen Putsch in Plowdiw im September 1885 zustande. Die Großmächte intervenierten wegen interner Streitigkeiten nicht. Die bulgarische Besetzung Ostrumeliens dauerte nicht lange und die Provinz wurde am 17. April 1886 nominell wiederum der osmanischen Souveränität unterstellt. Ostrumelien blieb jedoch unter bulgarischer Kontrolle. Die Hohe Pforte machte dabei mit dem Tophane-Vertrag vom 24. Märzjul. / 5. April 1886greg. große Zugeständnisse, indem sie den Fürsten von Bulgarien als General-Gouverneur der osmanischen Provinz Ostrumelien anerkannte.
Kurz nach der Vereinigung mit Ostrumelien erklärte Serbien Bulgarien mit der Hoffnung auf leichte Gebietsgewinne den Krieg, da die Aufmerksamkeit Bulgariens ganz auf Ostrumelien gerichtet war. Der Serbisch-Bulgarische Krieg dauerte vom 14. bis zum 28. November 1885. Die Bulgaren besiegten im November 1885 die Serben in der Schlacht bei Sliwniza und in der von Pirot. Die dabei erzielten Gebietsgewinne wurden allerdings durch eine diplomatische Intervention Österreich-Ungarns im Frieden von Bukarest vom 2. März 1886 wieder rückgängig gemacht und der Status quo ante wiederhergestellt.
Ende des 19. Jahrhunderts war die politische Elite Bulgariens zwischen einer konservativen pro-russischen und einer eher liberalen pro-österreichischen Fraktion gespalten.
1902 brach in Makedonien der Gorna-Dschumaja-Aufstand aus, der logistisch und durch Waffenlieferungen von Bulgarien unterstützt wurde.
1903 brach in Makedonien und Thrakien der Ilinden-Preobraschenie-Aufstand aus. Die Folge waren mehr als 5000 Todesopfer, 200 Dörfer wurden dem Erdboden gleichgemacht, 12.000 Häuser verbrannt, 70.000 Menschen wurden obdachlos, Zehntausende flohen in die benachbarten Länder, unter anderem 30.000 nach Bulgarien.
1903 galt in der bulgarischen Bauernschaft als „das amerikanische Jahr“, da British American Tobacco große Teile der bulgarischen Tabakernte aufkaufte und für einen wahren „Goldregen“ in der Bauernschaft sorgte.
Am 5. Oktober 1908 wurde schließlich die Unabhängigkeit des Fürstentums Bulgarien durch das Osmanische Reich anerkannt und das Fürstentum in ein Zarentum umgewandelt.
Die Verfassung des Fürstentums Bulgarien war die Verfassung von Tarnowo (16. April 1879), sie wurde auf das Königreich übertragen.

## Herrscher

Fürst Alexander I. (1879–1886)

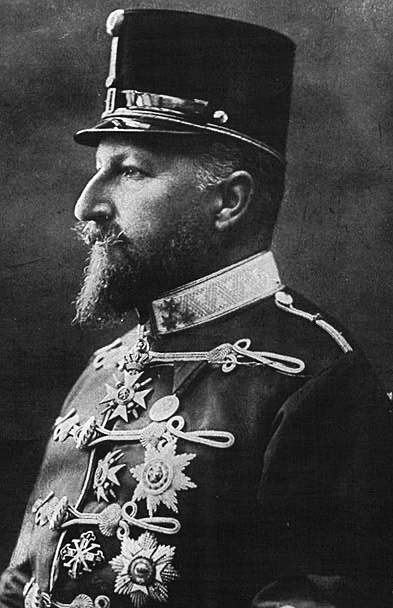
Fürst Ferdinand I. (1887–1908)

Auf dem Berliner Kongress wurde vereinbart, dass das Fürstentum Bulgarien von einem Fürsten regiert wird, der von einer Versammlung, bestehend aus prominenten bulgarischen Vertretern, gewählt werden soll und von den Großmächten bestätigt werden muss. Der Fürst sollte kein Russe sein. Man einigte sich dann jedoch auf Alexander I. von Battenberg als Kompromiss, obwohl er ein Neffe des russischen Zaren Alexander II. war.
Die Große Volksversammlung (bulgarisch Велико народно събрание) wählte 1879 Alexander I. von Battenberg zum Fürsten. Er hatte als Freiwilliger auf russischer Seite am Russisch-Osmanischen Krieg teilgenommen. Alexander I. war von 1879 bis 1886 Fürst Bulgariens.
Die Vereinigung mit Ostrumelien machte Fürst Alexander I. sehr populär unter den Bulgaren. Das Russische Reich wurde jedoch zunehmend unzufriedener mit seinen liberalen Tendenzen. Fürst Alexander I. hatte zu Amtsantritt noch konservative Ansichten und stand in Opposition zu Stefan Stambolow, der ab 1886 als Ministerpräsident mit seiner liberal-demokratischen Partei die Macht hatte. Ab 1885 entwickelte der Fürst jedoch zunehmend Sympathien für seine neue Heimat, seine Einstellung änderte sich und er wurde zunehmend liberaler. Der Fürst unterstützte auch die Vereinigung mit Ostrumelien. 1886 putschte eine Gruppe bulgarischer Militärs gegen Fürst Alexander – der russische Vertreter in Rumänien wusste von der Verschwörung. Die Putschisten zwangen den Fürsten zur Abdankung und dieser ging nach Russland ins Exil.
Diese Militärs blieben jedoch nicht lange an der Macht, sondern wurden ihrerseits durch einen Gegenputsch unter Leitung von Stefan Stambolow gestürzt.
Stambolows Gegenputsch führte dazu, dass die putschenden Militärs ihrerseits ins Ausland fliehen mussten. Während des ersten Exils von Alexander I. setzte Stambolow diesen wieder als Fürsten ein. Alexander I. trat freiwillig ab, da er es unmöglich ansah, sich weiter gegen den Willen Russlands zu behaupten.
Alexander I. ernannte einen Regentenrat, der unter der Leitung von Stefan Stambolow stand und die Regierungsgeschäfte bis zur Wahl eines neuen Fürsten führte. In dieser Zeit – vom 28. August 1886 bis zum 3. September 1886 – war Stefan Stambolow wieder Staatsoberhaupt des Fürstentums Bulgarien, solange der Fürstenthron vakant war.
Der neue Fürst war ab dem 7. Juli 1887 (gregorianischer Kalender) ebenfalls ein Deutscher: Ferdinand I. von Sachsen-Coburg. Ferdinand I. war der Kandidat der Habsburgermonarchie, weshalb die Russen ihn ablehnten. Seine Anerkennung durch die Osmanen und die europäischen Großmächte erlangte er deswegen erst 1896. Anfangs arbeitete Ferdinand I. mit Stambolow zusammen, ihre Beziehung verschlechterte sich 1894 jedoch merklich. Stambolow trat zurück und wurde im Juli 1895 bei einem Attentat getötet. Ferdinand beschloss danach, wieder Beziehungen mit den Russen aufzunehmen, weswegen er zu einer konservativen Politik zurückkehrte.
Ferdinand I. heiratete 1893 seine erste Frau Marie Louise von Bourbon-Parma, mit der er vier Kinder hatte. Seine Frau war Italienerin. Ihre Familie war streng römisch-katholisch und stellte dem protestantischen Ferdinand noch vor der Hochzeit die Bedingung, dass seine Kinder, insbesondere der Thronfolger, den römisch-katholischen Glauben annehmen. Deshalb musste auch die Verfassung von Tarnowo geändert werden.
Auf Druck des russischen Zaren musste ihr erstgeborener Sohn Boris III. (1894–1943) jedoch am 2. Februar 1896 vom Katholizismus zum orthodoxen Glauben wechseln. Dies war Bedingung der Russen, bevor sie einer Verbesserung der Beziehungen zwischen dem Fürstentum Bulgarien und dem Russischen Reich zustimmten.

## Drittes Bulgarisches Reich
Mit dem Fürstentum Bulgarien, genauer mit dem im Frieden von San Stefano vereinbarten Staat Bulgarien, begann das Dritte Bulgarische Reich (bulgarisch Трета българска държава; Transkription: Treta balgarska darzhawa), als Nachfolger des Ersten und Zweiten Bulgarischen Reiches. Das ist jedoch nicht im Sinne eines Großreiches zu verstehen, wie die vorherigen Bulgarischen Reiche, sondern eher als dritte Etappe im Bestehen der bulgarischen Staatlichkeit. Die wörtliche Übersetzung aus dem Bulgarischen „Dritter Bulgarischer Staat“ sagt es treffender oder auch „Drittes Bulgarisches Königreich“, wie es auf Russisch genannt wird.
Das Fürstentum Bulgarien war der Name des ersten bulgarischen Staates der Neuzeit. Das heutige Bulgarien sieht sich als Teil dieses Dritten Bulgarischen Reiches bzw. Staates.